# 李東陽

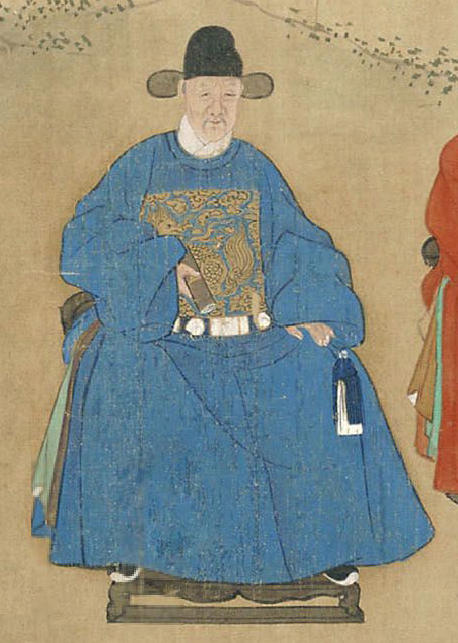
李東陽

李 東陽（り とうよう、正統12年（1447年） - 正徳11年（1516年））は、明の政治家・詩人。字は賓之。号は西涯。長沙府茶陵県の人。
父の金吾左衛軍の李淳がいた北京で生まれ、幼少の頃から神童として皇帝にもその名が知られる程であった。天順8年（1464年）に18歳で進士となり、以後要職を歴任して内閣大学士・礼部尚書・吏部尚書などを歴任した。
その一方で、明の歴代の高官が構築した「台閣派」の詩風を批判して、文章は唐宋八大家に、詩は盛唐、特に杜甫の誌に立ち返るべきだとした。特に詩は目で読むだけではなく、吟じた時に第三者が聞いた時の印象を重視する立場から、詩吟の上手い人に自作を詠ませてその韻律を調整したと伝えられている（かふいう考えを「格調説」と呼ぶ）。
政府の高官の地位を長く占めていたことから、政治的にも文学的にも門人が多く、李夢陽や何景明などが現れた。しかし、正徳元年（1506年）以降、内閣首輔（大学士の筆頭、実質上の宰相）でありながら宦官である劉瑾の専横に迎合したため、門人たちから決別されていくことになる。しかし、彼らによって古文辞学が起こされていくことになった。
没後に太師の称号と文正の諡号が贈られた。